# Amblyeleotris bellicauda
Amblyeleotris bellicauda là một loài cá biển thuộc chi Amblyeleotris trong họ Cá bống trắng. Loài cá này được mô tả lần đầu tiên vào năm 2004.

## Từ nguyên
Từ định danh bellicauda được ghép bởi hai âm tiết trong tiếng Latinh: bellus ("xinh đẹp") và cauda ("đuôi"), hàm ý đề cập đến vây đuôi của loài cá này có màu sắc nổi bật.

## Phân bố
A. bellicauda hiện chỉ được biết đến ở Nouvelle-Calédonie.

## Mô tả
Chiều dài cơ thể lớn nhất được ghi nhận ở A. bellicauda là 5 cm. Loài này có màu trắng xám, phớt vàng ở lưng,  có nhiều đốm nhỏ màu xanh lam nhạt. Thân có 4 sọc khoanh đỏ. Đầu màu vàng nâu ở nửa trên, cũng có nhiều đốm xanh nhạt và thêm một vạch đỏ từ gáy xuống nắp mang. Một sọc xanh lam viền vàng kéo dài xuống dưới màng nắp mang. Vây lưng trước màu xám, có các đốm vàng sẫm; vây lưng sau màu xám có vạch vàng trên mỗi màng, nằm song song với các tia, gốc màu vàng có các đốm xanh. Vây hậu môn màu vàng, nhiều đốm xanh thẫm và có một sọc dày màu đỏ thẫm ở giữa. Vây đuôi có một đốm hình elip lớn, bao quanh bởi một vùng màu cam sẫm viền xanh óng, rìa trên và dưới của vây màu vàng nhạt có đốm xanh.
Số gai vây lưng: 7; Số tia vây lưng: 13; Số gai vây hậu môn: 1; Số tia vây hậu môn: 13; Số gai vây bụng: 1; Số tia vây bụng: 5; Số tia vây ngực: 19.

## Sinh thái
A. bellicauda sống cộng sinh với tôm gõ mõ Alpheus.